# V1027 Cygni
V1027 Cygni eller HD 333385 är en ensam stjärna i södra delen av stjärnbilden Svanen. Den har en minsta skenbar magnitud av ca 9,6 och kräver ett mindre teleskop för att kunna observeras. Baserat på parallax enligt Gaia Data Release 3 på ca 0,239 mas beräknas den befinna sig på ett avstånd av ca 14 000 ljusår (ca 4 200 parsec) från solen. 

## Egenskaper
V1027 Cygni är en gul superjättestjärna av spektralklass G7 Ia. Den har en radie av ca 560 solradier och utsänder energi från dess fotosfär motsvarande 176 000 gånger solen vid en effektiv temperatur av ca 5 000 K. Radien baseras på tillämpning av Stefan-Boltzmanns lag med nominell effektiv temperatur för solen på 5 772 K:
{\displaystyle {\sqrt {(5772/5000)^{4}*176,197.605}}=559.387\ R\odot }
Nya (2022) Gaia DR3-data placerar den sannolikt  klart utanför post-AGB-stjärnans ljusstyrka och bland de mer massiva, yngre gula superjättarna. Spektrala indikatorer för ljusstyrka tyder också på en superjättestatus.

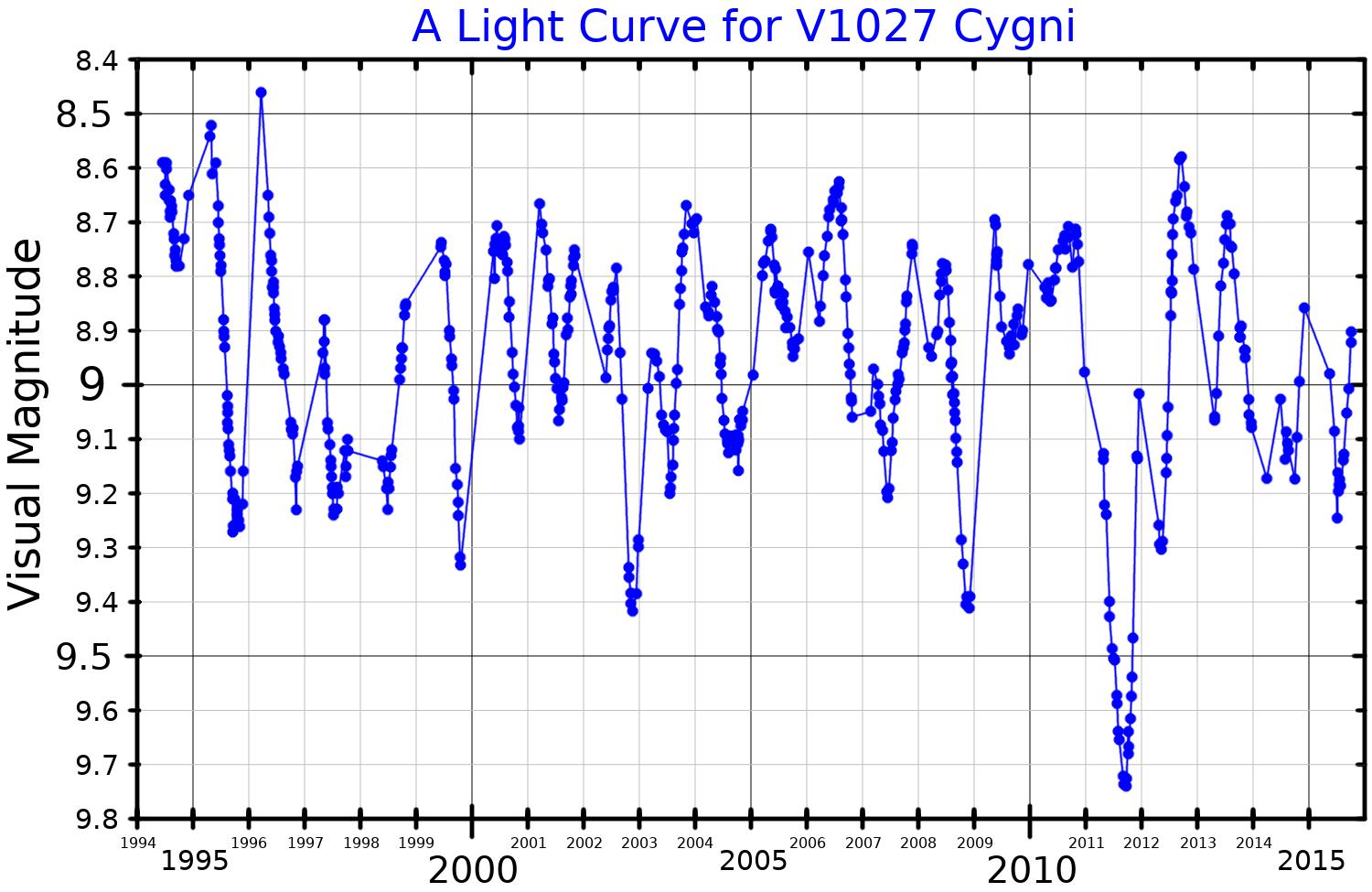
Ljuskurva i visuella abndet för V1027 Cygni, anpassad från Arkhipova et al. (2016).

När V1027 Cygni först uppmärksammades som en variabel stjärna, ansågs den vara en oregelbunden variabel, som dämpar och ljusnar oregelbundet utan någon mätbar period. Men 2009 observerades en liten amplitudperiod på 237 dygn i långtidsfotometri av stjärnan.